# 哈馬姆里加區

36°22′N 2°23′E / 36.367°N 2.383°E
哈馬姆里加區（阿拉伯语：‎），是阿爾及利亞的行政區，位於該國北部，由艾因迪夫拉省負責管轄，首府設於哈馬姆里加，面積135平方公里，2008年人口23,522，人口密度每平方公里174人。